# 蘇達小褐鱈
蘇達小褐鱈，為輻鰭魚綱鱈形目稚鱈科的其中一種，分布於西印度洋海域，為深海魚類，深度782公尺，棲息在底中層水域，生活習性不明。

## 扩展阅读
維基物種上的相關：蘇達小褐鱈